# خلالة أندونيسية
خلالة أندونيسية (الاسم العلمي: Acetobacter indonesiensis) هي نوع من البكتيريا يتبع جنس الخلالة من الفصيلة الخلالية.